# Gervais Koffi Djondo
Gervais Koffi Djondo est un entrepreneur togolais né le 4 Juillet 1934 dans la préfecture de Bas-Mono, au Togo.

## Biographie
Dans les années 1950, Gervais Koffi Djondo est expert-comptable pour le compte de la régie des chemins de fer du Niger, à Niamey père de 9 enfants caractère dure et rigoureux . Il rejoint ensuite Sotra, où il s’implique au sein du syndicat CFTC pour améliorer les conditions de travail et de vie des travailleurs nigériens. Il y rencontre Djibo Bakary, syndicaliste nigérien et proche de Sékou Touré. Gervais Koffi Djondo se rend ensuite à Paris pour étudier à l’École nationale de la France d'outre-mer, avant de repartir au Togo en 1964 ; il y est responsable de la caisse nationale de sécurité sociale, puis cumule ce rôle avec celui de préfet de Lomé.
Au milieu des années 1970, il rejoint la branche togolaise de Scoa en tant que directeur général, avant de devenir président de la Chambre de commerce et d’industrie du Togo en 1975, puis ministre de l’Industrie et des Sociétés d’État, après sa nomination en 1984 au gouvernement par Eyadema. Il prend ensuite la tête de la Fédération des chambres de commerce de l’Afrique de l’Ouest, où il rencontre Adeyemi Lawson, dirigeant de la chambre de commerce du Nigeria. Les deux hommes co-fondent Ecobank en 1985 à Lomé (Togo), après un an de péripéties.
À la suite de diverses sollicitations, Koffi Djondo monte un projet de compagnie aérienne panafricaine, qui voit le jour en 2010 : il s’agit de ASky, dont il est président du conseil d’administration.
En 2017, lors de la réception de son prix AfroChampions, il lance un système de « bourses Djondo » destinées à aider de jeunes entrepreneurs africains.

## Prix, distinctions et récompenses
- 2012 :  Commandeur de l'ordre national du Bénin[5]
- 2013 : Lifetime Achievement Award de l’ONU[3]
- 2014 : Meilleur entreprise africaine de l’année pour ASky au Africa CEO Forum[3]
- 2015 : Nommé dans la liste des « 100 qui ont fait bouger l’Afrique en 2015 » par Financial Afrik[6]
- 2016 : Nommé dans la liste des « 100 qui transforment l’Afrique en 2016 » par Financial Afrik[7]
- 2016 :  Grand officier de l'ordre du Mono[8]
- 2016 : Prix de la créativité et de l’excellence des African Achievers Awards[9]
- 2017 : Prix spécial de l’Initiative AfroChampions[10]